# Habsheim

Habsheim este o comună în departamentul Haut-Rhin din estul Franței. În 2009 avea o populație de 4.825 de locuitori.

## Evoluția populației
| An        | 1975  | 1982  | 1990  | 1999  | 2006  | 2009  |
| --------- | ----- | ----- | ----- | ----- | ----- | ----- |
| Populație | 2.560 | 3.644 | 3.799 | 4.313 | 4.684 | 4.825 |